# Мост в Терабитию (фильм, 2007)
«Мост в Терабитию» (англ. Bridge to Terabithia) — американский фэнтезийный драматический фильм 2007 года режиссера Габора Чупо по сценарию Дэвида Патерсона и Джеффа Стокуэлла. Он основан на одноимённой повести Кэтрин Патерсон. В главных ролях Джош Хатчерсон, Аннасофия Робб, Бэйли Мэдисон, Зоуи Дешанель и Роберт Патрик. Фильм рассказывает о двух друзьях, которые создают фэнтезийный мир под названием Терабития, чтобы справиться с реальностью и провести свободное время вместе.
Оригинальная повесть была основана на событиях из детства сына автора, сценариста Дэвида Патерсона. Когда он спросил свою мать, может ли он написать сценарий романа, она согласилась отчасти из-за его способностей драматурга. Производством занималась кинокомпания Walden Media. Съёмки проходили в Окленде, Новая Зеландия, в течение 60 дней. Монтаж фильма занял десять недель, в то время как пост-продакшн, микширование музыки и визуальные эффекты заняли несколько месяцев, а фильм был полностью завершён к ноябрю 2006 года. Это последний фильм Майкла Чапмана в качестве оператора перед его выходом на пенсию и смертью в 2020 году.
Фильм был выпущен в США 16 февраля 2007 года. Фильм получил положительные отзывы от критиков, которые похвалили визуальные эффекты, выступления и верность первоисточнику. Он стал коммерчески успешным, заработав 137,6 миллиона долларов по всему миру при бюджете в 20-25 миллионов долларов. На 29-й церемонии «Young Artist Awards» фильм получил все пять наград, на которые он был номинирован.

## Сюжет
У Джесса Ааронса, замкнутого в себе мальчика, совсем нет друзей. В школе его постоянно задирают, семья, в которой, кроме него, есть две старшие и две младшие сестры, стеснена в средствах, а с отцом у него очень трудные отношения. Желая хоть в чём-то стать первым, он принимает участие в школьных состязаниях по бегу, но его обгоняет девочка по имени Лесли, которая только что перевелась в их класс. Её семья переехала в пригород, где живут Ааронсы, и поселилась с ними по соседству. Лесли, как и Джесс, тоже становится белой вороной из-за своего независимого характера. Вскоре они превращаются в лучших друзей. Во время прогулки по лесу они перебираются через протекающую там речку на канате, свисающем с ветки, и обнаруживают на другой стороне заброшенный домик на дереве. Этот домик становится их секретным местом, о котором знают лишь они двое. Здесь они создают целый сказочный мир и называют его Терабитией.
В школе Джесс и Лесли объединяются против компании старших учениц во главе с Дженис Эйвери, которые вымогают у более слабых по сравнению с ними младшеклассников деньги за туалет и в целом ведут себя гадко. Также Джесс и Лесли, стремясь преодолеть свой страх к настоящим школьным обидчикам, воображают, что в Терабитии есть аналоги этих обидчиков и что этих врагов им легко побороть. На день рождения мальчик получает от подруги набор красок. В ответ Джесс дарит Лесли собаку, о которой та давно мечтала. В этот же день они воображают, что находят в Терабитии гигантского тролля, и он пытается их поймать, но они его одолевают. По некоторым деталям становится ясно, что прототипом этого тролля является Дженис. Затем Джесс и Лесли решают отомстить ей в школе за то, что она украла пирожные у младшей сестры Джесса, Мэй Белль. Они пишут Дженис якобы любовную записку от парня, который ей нравится, и в итоге она чувствует опустошение и горечь, поняв, что он ничего не писал. Позже выясняется, что Дженис своим поведением вымещала страх и обиду на отца, потому что он часто избивал её. Теперь из-за недавнего громкого скандала в их доме об этом знают все её ровесники, и по школе ходят неприятные сплетни. Лесли по просьбе Джесса помогает Дженис справиться с этими трудностями, и, следуя совету Лесли, Дженис решает не обращать на сплетни внимания. После этого друзья снова встречают в Терабитии тролля, и на этот раз он помогает им избежать опасности.
Спустя какое-то время учительница музыки мисс Эдмундс, добрая и умная молодая женщина, приглашает Джесса съездить вместе с ней в музей изобразительного искусства, потому что знает, как он любит рисовать. Джесс соглашается и, немного подумав, не зовёт Лесли в поездку, так что он проводит замечательный день вдвоём с мисс Эдмундс. Вернувшись, он узнаёт страшную новость: пока он был в музее, Лесли отправилась в Терабитию одна и попыталась перебраться через речку, однако канат оборвался, и девочка, упав и ударившись головой о камень, утонула.
Джесс тяжело переживает потерю. Он винит себя в смерти Лесли, считая, что если бы он пригласил её с собой в музей, то трагедии бы не случилось. Он приходит в их тайное место в лесу и, желая вернуть Лесли, зовёт её в надежде на её чудесное воскрешение в их волшебной стране. Там его догоняет и утешает отец, уверяя, что он ни в чём не виноват, и они наконец находят друг с другом общий язык. Когда совершенно раздавленного Джесса в очередной раз задевает одноклассник, намекая на смерть Лесли, Джесс ударяет его на глазах у всего класса и строгой учительницы. Она отправляет его в коридор и разговаривает с ним по душам; оказывается, она не собирается ругать его и понимает его чувства, так как сама видела, какой необыкновенной ученицей была Лесли. После уроков Джессу ставят подножку, но Дженис замечает это и в отместку разбивает хулигану нос, показывая Джессу, что она высоко ценит память о Лесли.
Родители Лесли, не в состоянии здесь оставаться, продают дом и уезжают. Попросив напоследок у мистера Бёрка разрешение взять доски у их крыльца, Джесс строит мост через реку на упавшем большом дереве и приглашает в сказочное путешествие Мэй Белль, которая тоже дружила с Лесли. Раньше он всегда отказывался брать её в лес, потому что считал Терабитию местом, доступным только Лесли и ему, но теперь он лично приводит сюда сестру и объявляет принцессой Терабитии. Сам же он по просьбе Мэй Белль становится здесь королём.

## В ролях
| Актёр            | Роль             |
| ---------------- | ---------------- |
| Джош Хатчерсон   | Джесс Ааронс     |
| Анна-София Робб  | Лесли Бёрк       |
| Бэйли Мэдисон    | Мэй Белль Ааронс |
| Роберт Патрик    | Джек Ааронс      |
| Кейт Батлер      | Мэри Ааронс      |
| Зоуи Дешанель    | мисс Эдмундс     |
| Лэйтем Гейнс     | Билл Бёрк        |
| Джуди МакИнтош   | Джуди Бёрк       |
| Лорен Клинтон    | Дженис Эйвери    |
| Кэмерон Уэйкфилд | Скотт Хогр       |
| Эллиот Лоулесс   | Гарри Фалчер     |
| Джен Вулф        | миссис Майерс    |

## Музыка
Официальный саундтрек к фильму, озаглавленный Music from and inspired by Bridge to Terabithia, был выпущен на Hollywood Records 13 февраля 2007 года.

### Bridge to Terabithia (Music from and Inspired By)
| №   | Название                   | Автор(ы)                                   | Исполнитель           | Длительность |
| --- | -------------------------- | ------------------------------------------ | --------------------- | ------------ |
| 1.  | «I Learned From You»       | Мэттью Джеррард, Стив Даймонд              | Майли Сайрус          | 3:24         |
| 2.  | «Try»                      | Мэттью Джеррард, Майк Компасс, Робби Невил | Хайден Панеттьери     | 3:19         |
| 3.  | «Keep Your Mind Wide Open» | Дэйв Бассетт, Мишель Фезерстоун            | Аннасофия Робб        | 3:37         |
| 4.  | «A Place For Us»           | Аарон Зигман, Брайан Адамс, Элиот Кеннеди  | Ли Нэш, Тайлер Джеймс | 4:02         |
| 5.  | «Another Layer»            | Джейми Хьюстон, Джон Маклафлин             | Джон Маклафлин        | 3:30         |
| 6.  | «Shine»                    | Роб Бенфильо                               | The Skies of America  | 3:53         |
| 7.  | «Look Through My Eyes»     | Фил Коллинз                                | Everlife              | 3:53         |
| 8.  | «Right Here»               | Джереми Кэмп                               | Джереми Кэмп          | 4:13         |
| 9.  | «When You Love Someone»    | Эд Кэш, Бетани Диллон                      | Бетани Диллон         | 3:30         |
| 10. | «Seeing Terabithia»        | Аарон Зигман                               |                       | 1:07         |
| 11. | «Into The Forest»          | Аарон Зигман                               |                       | 6:00         |
| 12. | «The Battle»               | Аарон Зигман                               |                       | 6:13         |
| 13. | «Jesse’s Bridge»           | Аарон Зигман                               |                       | 1:35         |

### Bridge to Terabithia (Original Score)
| №   | Название                      | Длительность |
| --- | ----------------------------- | ------------ |
| 1.  | «Main Title»                  | 2:39         |
| 2.  | «The Battle»                  | 4:10         |
| 3.  | «Entering The Forest»         | 6:57         |
| 4.  | «Crossing The River»          | 2:19         |
| 5.  | «Seeing Terabithia»           | 1:17         |
| 6.  | «Troll Hunting»               | 3:02         |
| 7.  | «The Darkmaster»              | 1:37         |
| 8.  | «Jesse's Bridge»              | 1:42         |
| 9.  | «Janice Down»                 | 2:01         |
| 10. | «End Title»                   | 3:50         |
| 11. | «Squorges»                    | 1:04         |
| 12. | «Trap Goes Off»               | 1:21         |
| 13. | «At The Museum»               | 1:27         |
| 14. | «To The Museum»               | 0:58         |
| 15. | «Running Across The Paddocks» | 1:06         |
| 16. | «Building The Fort»           | 1:19         |
| 17. | «Jesse Grieves»               | 2:16         |
| 18. | «Leslie’s Diving Story»       | 1:01         |
| 19. | «The Race»                    | 2:01         |
| 20. | «Paying Respects»             | 2:17         |
| 21. | «Janice The Bully»            | 0:21         |

## Производство
Режиссёром фильма стал один из создателей мультсериала «Ох уж эти детки!», бывший аниматор студии Hanna-Barbera Габор Чупо. Его кандидатуру предложил сам президент компании Walden Media Кэри Гранат. Хотя Чупо прежде не работал над фильмом с живыми актёрами, это не беспокоило Граната.
Чупо признался, что не один год мечтал снять художественный фильм и получал немало сценариев, но лишь книга Кэтрин Патерсон по-настоящему его зацепила.
В интервью журналу Computer Graphics World режиссёр сказал: «Это прекрасная история, и она меня тронула. Мне захотелось её снять».
Производство фильма началось в феврале 2006 года с бюджетом в 20—25 миллионов долларов.
Съёмки проходили в Окленде (Новая Зеландия) в течение шестидесяти дней.
На редактирование фильма ушло десять недель, а затем несколько месяцев на завершающую фазу производства, включавшая музыкальное сведение и визуальные эффекты. Премьера была назначена на 16 февраля 2007 года, а фильм был закончен в ноябре 2006 года.

## Награды и номинации
«Мост в Терабитию» был номинирован в семи номинациях, в пяти из которых одержал победу. В 2008 году Джош Хатчерсон был номинирован на премию Сатурн в категории «Лучший молодой актёр». В том же году Анна-София Робб получила номинацию на премию «Выбор критиков» в категории «Лучшая молодая актриса». Картина завоевала пять наград «Молодой актёр», включая «Лучший семейный фильм» (фэнтези или мюзикл). Хатчерсон победил в категории «Лучший молодой актёр в кинофильме», тогда как Робб также была названа «Лучшей молодой актрисой в кинофильме», а Бэйли Мэдисон одержала победу в номинации «Лучшая молодая актриса в кинофильме до 10 лет». Актёры были удостоены пятой премии за «Лучший молодой актерский ансамбль», в частности Хатчерсон, Робб, Мэдисон, Уэйкфилд, Клинтон, Лоулесс, Кирчер, Оуэн, Вуд, Фентон и Брэнниган.
| Награды и номинации          | Награды и номинации                             | Награды и номинации | Награды и номинации | Награды и номинации |
| Награда                      | Категория                                       | Номинант | Результат           |                     |
| ---------------------------- | ----------------------------------------------- | --- | ------------------- | ------------------- |
| Critics’ Choice Movie Awards | Лучшая молодая актриса                          | Анна-София Робб | Номинация           |                     |
| Сатурн                       | Лучший молодой актёр                            | Джош Хатчерсон | Номинация           |                     |
| Young Artist Awards          | «Лучший молодой актёр в кинофильме»             | Джош Хатчерсон | Победа              |                     |
| Young Artist Awards          | Лучший молодой актерский ансамбль               | - Джош Хатчерсон - Анна-София Робб - Бэйли Мэдисон - Кэмерон Уэйкфилд - Изабель Роуз Кирхер - Лорен Клинтон - Эллиот Лоулесс - Карли Оуэн, Девон Вуд - Эмма Фентон - Грэйс Брэнниган | Победа              |                     |
| Young Artist Awards          | «Лучшая молодая актриса в кинофильме»           | Анна-София Робб | Победа              |                     |
| Young Artist Awards          | «Лучшая молодая актриса в кинофильме до 10 лет» | Бэйли Мэдисон | Победа              |                     |
| Young Artist Awards          | «Лучший семейный фильм» (фэнтези или мюзикл)    | | Победа              |                     |